# Nesle
Nesle é uma comuna francesa na região administrativa de Altos da França, no departamento de Somme. Estende-se por uma área de 7,72 km². Em 2010 a comuna tinha 2 351 habitantes (densidade: 304,5 hab./km²).